# Baixo P.M.
Baixo P.M. ist eine Aldeia in der osttimoresischen Landeshauptstadt Dili. Die Aldeia liegt im Nordosten des Sucos Mascarenhas (Verwaltungsamt Vera Cruz). In Baixo P.M. leben 658 Menschen (2015).

## Lage und Einrichtungen

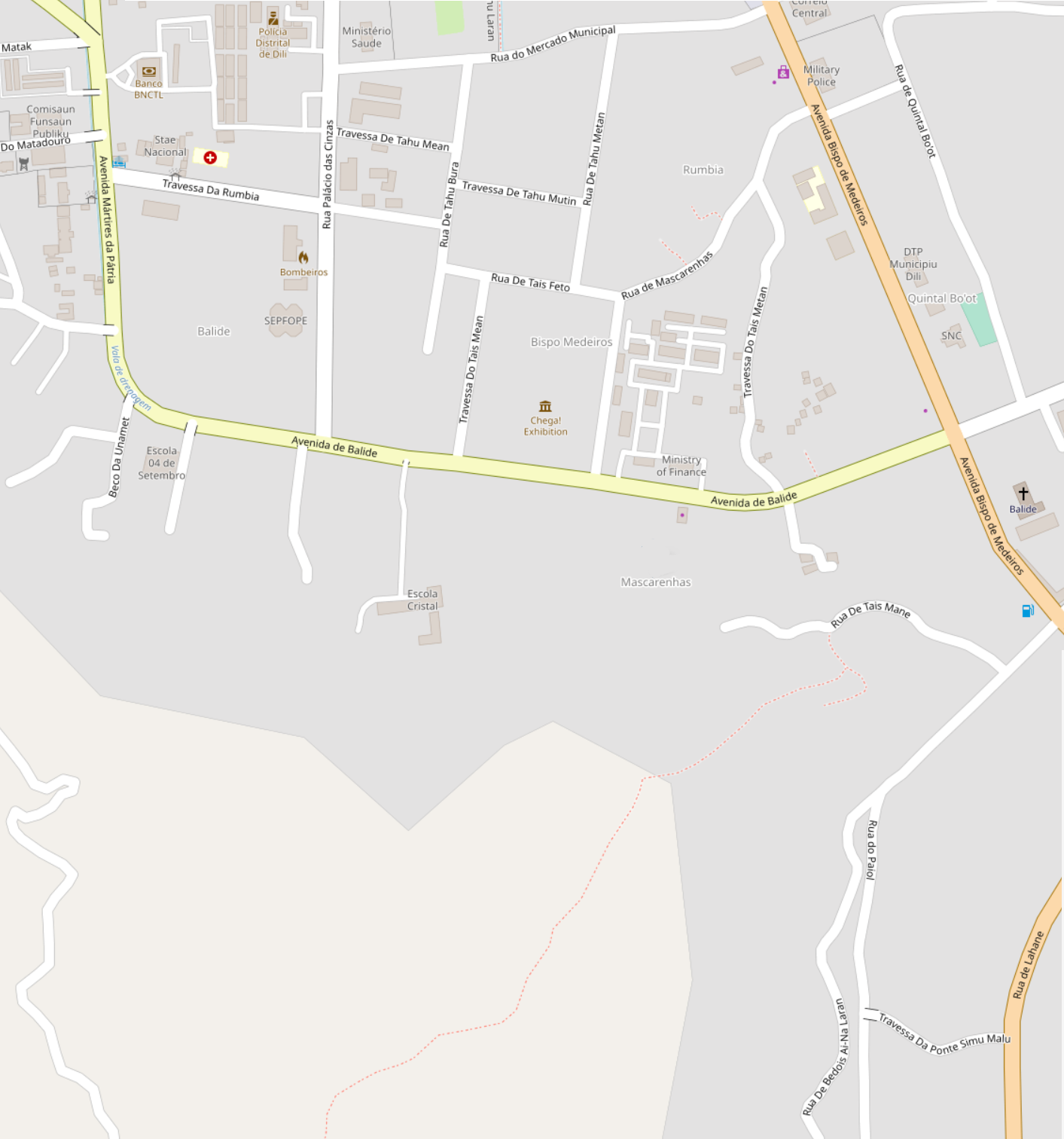
Straßenkarte von Mascarenhas

Südwestlich der Baixo P.M. liegt die Aldeia 03 und südöstlich die Aldeia Manu Cocorec. Östlich der Avenida Bispo Medeiros befindet sich der Suco Santa Cruz und nördlich der Rua do Mercado Municipal und westlich der Rua de Tahu Metan der Suco Caicoli.
In Baixo P.M. befinden sich die Universidade de Díli (UNDIL), das indonesische Kulturzentrum und der Sitz der Frauenrechtsorganisation Alola Foundation.